# Seznam motorjev dirkalnikov Formule 1
Od svojih začetkov začetkov leta 1947 je bilo v formuli 1 veliko različnih pravil glede motorjev, to je Seznam motorjev dirkalnikov formule 1. Izvor besede formula je iz uporabe največje prostornine motorjev in pravilo enotne teže. Omejitve kapacitete motorjev pri formulah na dirkah za Veliko nagrado so bile pogoste od druge svetovne vojne. Motorji formul so razdeljeni glede na obdobja.

## Delovanje
Formula 1 trenutno (od leta 2014 naprej) uporablja hibridne pogonske sklope z 1,6-litrskim štiritaktnim V6 bencinskim motorjem s turbopolnilnikom in elektromotorji ter sistemi za povračanje energije. Ti pogonski sklopi imajo skupno moč, ki je primerljiva z močjo atmosferskih motorjev V8, ki so bili v rabi do konca sezone 2013 in so imeli specifično moč približno 300 KM na liter prostornine, kar je veliko več od večine motorjev z notranjim zgorevanjem.
Motorji formule 1 črpajo svojo moč iz sposobnosti delovanja pri zelo visokih vrtljajih, dosežejo tudi 20.000 vrtljajev na minuto. V tem je njihova velika razlika do motorjev cestnih avtomobilov, ki le redko presežejo 7.000 vrtljajev na minuto. Toda navor motorjev formule 1 ni dosti večji od navora navadnih bencinskih motorjev. Na primer 3 l F1 motor proizvaja 650 kW (880 KM) pri 18.000 vrtljajih na minuto je navor 345 Nm. To je le nekoliko več od 3 l motorja serijskega avtomobila BMW Z4 Coupé, ki doseže navor 315 Nm, toda to doseže le zaradi boljšega zgorevanja.
Posledično je velika moč dosežena z velikimi vrtljaji motorja, cilj ki obstaja že od začetkov razvijanja zmogljivosti motorjev. Konfiguracija motorjev z navadnim zgorevanjem se ni močno spremenila od slavnega motorja Cosworth DFV, notranji pritisk je ostal okoli 14 barov. Do osemdesetih let so kovinski ventili omejevali vrtljaje na okoli 12.000, toda od devetdesetih jih je zamenjal zrak pod pritiskom, kar omogoča tudi 20.000 vrtljajev na minuto.
Ročica je razdalja, ki jo bat prepotuje v enem ciklu. Krajša ročica omogoča več vrtljajev na minuto pri konstantni hitrosti premikanja bata. Skrajševanje ročice pa tudi povzroči manj učinkovito zgorevalno komoro. Ročica je pri motorju formule 1 približno 45 mm, le polovico svoje širine. To je znano kot konfiguracija over-square in je mogoča tudi zaradi napredka metalurgije.

## 1947-1953
To obdobje je uporabljalo predvojna pravila 4,5 l atmosferskih in 1,5 l super kompresorskih motorjev. Dovoljeni so bili tudi dirkalniki formule 2, svetovno prvenstvo v sezonah 1952 in 1953 je potekalo pod pravili formule 1, toda istočasno so potekale tudi dirke formule 1. Pravila dirke Indianapolis 500 so bila predvojna pravila Velikih nagrad z motorji 4,5 l za atmosferske in 3,0 l za super kompresorske motorje.
Moč okrog 390KM
- Alta notranji-4 1,5 l kompresorski
- Alfa Romeo V8 1,5 l kompresorski
- Bristol notranji-6 2,0 l
- BRM V16 1,5 l
- ERA notranji-6 1,5 l kompresorski
- Ferrari notranji-4 2,0 l (F2)
- Ferrari V12 1,5 l kompresorski
- Ferrari V12 2,0 l (F2)
- Ferrari V12 4,5 l
- Lea-Francis notranji-4 2,0 l (F2)
- Maserati V8 1,5 l kompresorski
- Maserati notranji-6 2,0 l (F2)
- Simca-Gordini notranji-4 1,5 l kompresorski
- Talbot-Lago notranji-6 4,5 l

## 1954-1960
Prostornina 2,5 l motorjev je bila zmanjšana na 750 cc3, super kompresorski motorji so bili dovoljeni, toda moštva jih niso uporabljala. Indianapolis 500 je še vedno potekal pod predvojnimi pravili.
Moč okrog 290 KM
- Alta notranji-4 2,5 l
- BRM notranji-4 2,5 l
- Coventry Climax inline-4 2,0 l
- Coventry Climax inline-4 2,5 l
- Ferrari notranji-4 2,5 l
- Ferrari V6 2,5 l
- Lancia V8 2,5 l
- Maserati notranji-6 2,5 l
- Maserati V12 2,5 l
- Mercedes dvojni-notranji-4 2,5 l
- Vanwall notranji-4 2,5 l

## 1961-1965
Pred sezoni 1961 so bili uvedeni 1,5 l motorji, vsa moštva so prešla iz sprednjih na zadnje motorje. Čeprav so bili ti na začetku manj močni, se je v petih letih povprečna moč povečala kar za 50 %, tako da so bili časi krogov hitrejši kot pred spremembo v sezoni 1960. Stari 2,5 l motorji so bili še uporabljeni za Mednarodne dirke formul, toda do uvedbe avstralske serije Tasman Series med zimsko sezono niso bili uspešni, tako da so bili 1,5 l motorji takrat najhitrejši v Evropi.
Moč med 150 KM - 225 KM
- ATS V8 1,5 l
- BRM V8 1,5 l
- Coventry Climax notranji-4 1,5 l
- Coventry Climax V8 1,5 l
- Coventry Climax Flat-16 1,5 l (nikoli ni dirkal)
- Ferrari V6 1,5 l
- Ferrari V8 1,5 l
- Ferrari Flat-12 1,5 l
- Honda V12 1,5 l z zračnim hlajenjem
- Porsche Flat-4 1,5 l z zračnim hlajenjem
- Porsche Flat-8 1,5 l z zračnim hlajenjem

## 1966-1986
Pred sezoni 1966, ko so zaradi veliko večjih in močnejših motorjev dirkalnike formule 1 premagovali športni avtomobili, je FIA povečala kapaciteto na 3,0 l za atmosferske in 1,5 l za super kompresorske motorje. Čeprav je nekaj moštev želelo še večje motorje, prehod ni bil brez težav in sezona 1966 je bila bolj prehodna. Pojav standardnih motorjev Cosworth DFV v sezoni 1967 je omogočil privatnim moštvom nastop na dirkah formule 1. Super kompresorski motorji so bili prvič po letu 1960 spet dovoljeni, toda pomembni so postali šele v sezoni 1977, ko je Renault predstavil svoj novi motor Gordini V6 Turbo. V sezoni 1969 je Lotus neuspešno eksperimentiral z motorji Pratt & Whitney in štirikolesnim pogonom.
Moč med 390KM - 500KM, turbo 500KM - 900KM na dirkah, na kvalifikacijah tudi 1500KM
- Alfa Romeo V8 1,5 l Turbo
- Alfa Romeo V8 3,0 l
- Alfa Romeo Flat-12 3,0 l
- Alfa Romeo V12 3,0 l
- BMW inline-4 1,5 l Turbo
- BRM H16 3,0 l
- BRM V12 3,0 l
- Ferrari V6 1,5 l Turbo
- Ferrari V12 3,0 l
- Ferrari Flat-12 3,0 l
- Ford V6 1,5 l Turbo
- Ford Cosworth DFV V8 3,0 l
- Ford Cosworth DFY V8 3,0 l
- Hart inline-4 1,5 l Turbo
- Honda V6 1,5 l Turbo
- Maserati V12 3,0 l
- Matra V12 3,0 l
- Repco V8 3,0 l
- Renault Gordini V8 (nikoli ni dirkal) 3,0 l
- Renault Gordini V6 1,5 l Turbo
- TAG-Porsche V6 1,5 l Turbo
- Tecno Flat-12 3,0 l
- Weslake V12 3,0 l
- Zakspeed inline-4 1,5 l Turbo

## 1987-1988
3,5 l atmosferski / 1,5 l turbo
FIA je omejila nadtlak prisilnega polnjenja, dve sezoni kasneje pa so prisilno polnjene motorje prepovedali.
Moč med 500 KM - 800 KM

## 1989-1994
3,5 l atmosferski.
Moč okrog 750 KM

## 1995-2004
3,0 l atmosferski.
Moč med 650 KM - 950 KM

## 2005
3,0 l V10, motorji so imeli lahko največ po pet ventilov na valj.

## 2006-2007
Za sezono 2006 so bili uvedeni 2,4-litrski motorji V8 z 90° kotom, bati premera 98 mm in ročico kolenčaste gredi vsaj 39,7 mm. Imajo dva sesalna in dva izpušna ventila na valj, so atmosferski in morajo tehtati vsaj 95 kg. Za moštva, ki še ne morejo pridobiti konkurenčnega motorja V8, je dovoljena uporaba lanskih motorjev V10 z dodatno omejitvijo vrtljajev.
Hlajenje zraka pred vstopom v valj, direktni vbrizg goriva, variabilna geometrija in časovni nadzor sesalnih in izpušnih sistemov, so prepovedani. Vsak valj ima lahko le en injektor goriva in eno svečko. Ločen vžigalni sistem je dovoljen le za zagon motorja v boksih ali na štartni vrsti.
Bati morajo biti  narejeni iz zlitin železa, niklja, kobalta in/ali titana. Popolna pravila so na voljo s FIA pravila Svetovnega prvenstva formule 1.
To vodi v zmanjšanje moči za okrog 20 % v primerjavi s 3,0-litrskimi motorji. Na primer Toyota F1 je napovedala okrog 740 KM pri 19.000 vrtljajih na minuto njihovega novega motorja RVX-06.
Za sezono 2007 so zaradi zmanjševanja stroškov uporabljeni motorji iz Velike nagrade Japonske 2006, razvoj motorjev pa je zamrznjen. Enake motorje naj bi uporabljali tudi v sezoni 2008.